# Pedro Montoliú
Pedro Montoliú Camps (Madrid, 1954) es un periodista español. Es cronista de la Villa de Madrid.

## Biografía
Nació en Madrid en 1954. Se licenció en Periodismo en la facultad de Ciencias de la Información de la Universidad Complutense en 1976. Comenzó a colaborar en 1974 en numerosas publicaciones (Triunfo, Posible, Realidades, Informaciones), antes de entrar como redactor fundacional de El País, periódico en el que trabajó quince años y fue cronista municipal y subjefe de Local.
Tras dirigir la revista La Esfera, el departamento de Comunicación de la Consejería de Política Territorial de la Comunidad de Madrid y su propia empresa de comunicación, fue nombrado responsable del suplemento local de Madrid en el diario La Vanguardia, periódico del que fue delegado adjunto en Madrid. En 2000 fundó y comenzó a dirigir madridiario, el primer portal digital dedicado a la información de Madrid, cargo que ocupó del año 2000 al 2015. 
Conferenciante, comentarista de temas locales en distintas emisoras y articulista en numerosas publicaciones, entre ellas ABC y La Vanguardia, ha recibido el Premio Mesonero Romanos del Ayuntamiento de Madrid (1985) y el Premio de la Cámara de Comercio e Industria de Madrid (1987). Ha sido miembro del jurado del Premio de Investigación Antonio Maura y es jurado del premio Mesonero Romanos de Periodismo, convocado por el Ayuntamiento de Madrid, y del Premio Río Manzanares, de novela, convocado por la Empresa Municipal de Suelo y Vivienda. También ha presidido durante varios años el jurado de los Premios Madrid que otorga Madridiario.
El Pleno del Ayuntamiento de Madrid le nombró en 1999 cronista de la Villa de Madrid; en 2004 fue elegido miembro permanente del Instituto de Estudios Madrileños y en 2009 recibió el Premio Francos Rodríguez de la Asociación de la Prensa de Madrid a toda su trayectoria profesional dedicada a Madrid.
Ha compaginado su labor profesional con el estudio de la historia de la ciudad de Madrid. Ha sido asimismo coautor del libro Palace hotel (con dos ediciones en 1999 y 2009) y coordinador de la guía Lo mejor de Madrid de la Institución Ferial de Madrid durante los años 1996, 1997 y 1998. En 2002 publicó su primera novela La memoria de cristal.

## Obra
- Once siglos de mercado madrileño (1985) con tres ediciones prologadas por los alcaldes Enrique Tierno, Juan Barranco y Agustín Rodríguez Sahagún.
- Madrid Villa y Corte (1987),[4] obra compuesta por tres volúmenes y prologada por Julio Caro Baroja, cuya primera parte fue revisada y ampliada en el libro Madrid, Villa y Corte. Historia de una ciudad (1996) y la segunda con el nombre de Madrid, Villa y Corte. Calles y plazas que fue editada en 2002.
- El ayer, hoy y mañana de las ferias de Madrid.
- Fiestas y tradiciones madrileñas, con prólogo de Francisco Nieva,[5] que recibió el premio al mejor libro sobre Madrid de la Feria del Libro de 1991.
- Madrid 1900, con prólogo de José Luis López Aranguren.
- Madrid en la guerra civil. La historia.
- Madrid en la guerra civil. Los protagonistas [6]
- Enciclopedia de Madrid [1]
- Madrid en la posguerra. 1939-1946. Los años de la represión.
- Madrid bajo la dictadura 1947-1959 [7]
- Héroes, picaros y soñadores. La historia de Madrid para los más jóvenes
- Madrid, edificios emblemáticos
- Madrid, de la dictadura a la democracia 1960-1979
- De la dictadura a la democracia. Protagonistas